# Glenea tonkinea
Glenea tonkinea là một loài bọ cánh cứng trong họ Cerambycidae.